# Tyler Warren
Tyler William Warren (24 maggio 2002) è un giocatore di football americano statunitense che milita nel ruolo di tight end per gli Indianapolis Colts della National Football League (NFL).

## Carriera universitaria
Warren disputò due partite nella sua prima stagione a Penn State. L'anno seguente giocò sia come tight end che come fullback, facendo registrare 5 ricezioni per 61 yard e un touchdown, oltre a correre sei volte per 6 yard e segnare altri due touchdown. Nella terza stagione ricevette 10 passaggi per 123 yard e 3 touchdown. Contro USC pareggiò un record del college football per un tight end con 17 ricezioni. Nel 2024 ricevette 104 passaggi per 1.233 yard e 8 touchdown (più altri 4 su corsa), vincendo il John Mackey Award come miglior tight end del football universitario, venendo premiato come All-American e inserito nella formazione ideale della Big Ten Conference.

## Carriera professionistica

### Indianapolis Colts
Warren era considerato il miglior tight end selezionabile nel Draft NFL 2025. Il 25 aprile fu chiamato come 14º assoluto dagli Indianapolis Colts.